# Хартвиг, Рекс
Рекс Ноэл Хартвиг (англ. Rex Noel Hartwig; 2 сентября 1929, Калкэрн, Новый Южный Уэльс, Австралия — 30 декабря 2022, Вангаратта, Виктория, Австралия) — австралийский теннисист, победитель Уимблдонского турнира в парном разряде (1954, 1955), победитель чемпионата Австралии по теннису в парном (1954) и смешанном парном (1953, 1954) разрядах, победитель чемпионата США по теннису в парном разряде (1953), финалист чемпионата Австралии и чемпионата США по теннису в одиночном разряде (оба — 1954), финалист чемпионата Франции по теннису в смешанном парном разряде (1954), победитель Кубка Дэвиса 1953 и 1955 годов в составе сборной Австралии.

## Биография
Рекс Хартвиг родился 2 сентября 1929 года в Калкэрне (Новый Южный Уэльс). Его отец и мать занимались теннисом, причём отец был одним из лучших игроков в городе. Благодаря своим родителям, Рекс начал играть в теннис с раннего возраста. В 10 лет он сыграл в одном из турниров в паре со своим отцом. Начиная с 13 лет, он регулярно играл в местных турнирах.
В 1947 году, выступая в паре с Алланом Кендаллом, Хартвиг стал победителем чемпионата Австралии среди юниоров в парном разряде. В 1952 году Хартвиг женился на Мадж Экселби (Madge Exelby), с которой он познакомился на одном из юниорских турниров. Впоследствии у них было шестеро детей.
С начала 1950-х годов Хартвиг выступал на «взрослом» чемпионате Австралии. В одиночном разряде в 1951, 1952 и 1953 годах ему удавалось пройти только до второго круга. В 1954 году, обыграв в четвертьфинале Эшли Купера, а в полуфинале — Джона Бромвича, Хартвиг вышел в финал турнира, в котором уступил своему соотечественнику Мервину Роузу, проиграв в четырёх сетах 2-6, 6-0, 4-6, 2-6. В 1955 году Хартвиг дошёл до полуфинала чемпионата Австралии, в котором проиграл австралийцу Лью Хоуду. Бо́льший успех сопутствовал Хартвигу в парных соревнованиях чемпионата Австралии. В 1954 году вместе с Мервином Роузом он стал чемпионом в мужском парном разряде, а также дважды выигрывал соревнования в смешанном парном разряде — в 1953 году вместе с американкой Джулией Сэмпсон и в 1954 году вместе с австралийкой Тельмой Койн-Лонг.
В 1953, 1954 и 1955 годах Хартвиг выступал на Уимблдонском турнире. Его лучшим результатом в одиночном разряде был выход в 1954 году в четвертьфинал, в котором он в пяти сетах уступил австралийцу Кену Розуоллу со счётом 3-6, 6-3, 6-3, 3-6, 1-6. В турнире 1953 года, выступая вместе с Мервином Роузом, Хартвиг дошёл до финала в мужском парном разряде. В 1954 и 1955 годах Хартвиг становился победителем Уимблдонского турнира в парном разряде (в 1954 году в паре с Мервином Роузом, а в 1955 году — с Лью Хоудом). Лучший результат на Уимблдонском турнире в смешанном парном разряде был показан в 1954 году, когда Хартвиг, выступая в паре с американкой Бетти Пратт, дошёл до четвертьфинала.
В 1953, 1954 и 1955 годах Хартвиг выступал на чемпионате США. В 1954 году, обыграв в четвертьфинале Тони Траберта, а в полуфинале Кена Розуолла, Хартвиг вышел в финал турнира, в котором проиграл американцу Вику Сейксасу в четырёх сетах 6-3, 2-6, 4-6, 4-6. В 1953 году, выступая в паре с Мервином Роузом, Хартвиг стал победителем чемпионата США в парном разряде. В финале Хартвиг и Роуз победили американцев Гарднара Маллоя и Билла Талберта со счётом 6-4, 4-6, 6-2, 6-4.
Дважды, в 1953 и 1954 годах, Хартвиг выступал на чемпионате Франции и оба раза доходил до четвёртого круга, уступив в 1953 году чехословацкому теннисисту Ярославу Дробному, а в 1954 году — американцу Вику Сейксасу. В 1954 году, выступая вместе с француженкой Жаклин Паторни, Хартвиг вышел в финал чемпионата Франции в смешанном парном разряде, но в решающем матче они уступили американке Морин Коннолли и австралийцу Лью Хоуду со счётом 4-6, 3-6.
Хартвиг играл за сборную Австралии в трёх финалах Кубка Дэвиса, в 1953, 1954 и и 1955 годах. Соперником в финале во всех этих случаях была команда США, в 1953 и 1955 годах австралийцы победили (со счётом 3-2 и 5-0, соответственно), а в 1954 году они уступили американцам со счётом 2-3. В финале 1953 года Хартвиг вместе с Лью Хоудом проиграли парную встречу Вику Сейксасу и Тони Траберту в трёх сетах (2-6, 4-6, 4-6), причём этот проигрыш оказался единственным для Хартвига за всё время выступлений в кубке Дэвиса. В финале 1954 года Хартвиг в одиночной встрече обыграл Сейксаса в четырёх сетах (4-6, 6-3, 6-2, 6-3), а в парной встрече финала 1955 года Хартвигу и Хоаду удалось в пятисетовом матче взять реванш у Сейксаса и Траберта — 12-14, 6-4, 6-3, 3-6, 7-5. За всю карьеру в Кубке Дэвиса у Хартвига было 6 побед без поражений в одиночных встречах и 6 побед и 1 поражение в парных встречах.
В ноябре 1955 года Хартвиг подписал контракт с предпринимателем (и бывшим теннисистом) Джеком Креймером и стал теннисистом-профессионалом. Согласно контракту, он получал 30 тысяч долларов в год, плюс определённый процент отчислений от продажи билетов. Во второй половине 1950-х и начале 1960-х годов он сыграл в ряде турниров для профессионалов. С 1974 года до конца 1970-х Хартвиг играл в серии теннисных турниров Grand Masters для теннисистов старше 45 лет. 
В 2016 году Рекс Хартвиг был введён в Зал теннисной славы Австралии. В том же году на площади Гарден-сквер, расположенной в комплексе Мельбурн-Парк в Мельбурне, был установлен его бюст. Его именем был назван ежегодный юниорский теннисный турнир в Олбери (Новый Южный Уэльс). Рекс Хартвиг скончался 30 декабря 2022 года в возрасте 93 лет в Вангаратте (штат Виктория).

## Выступления на турнирах

### Финалы турниров Большого шлема

#### Одиночный разряд: 2 финала (2 поражения)
| Результат | №  | Год  | Турнир              | Соперник    | Счёт               |
| Поражение | 1. | 1954 | Чемпионат Австралии | Мервин Роуз | 2-6, 6-0, 4-6, 2-6 |
| Поражение | 2. | 1954 | Чемпионат США       | Вик Сейксас | 6-3, 2-6, 4-6, 4-6 |

#### Парный разряд: 5 финалов (4 победы — 1 поражение)
| Результат | №  | Год  | Турнир              | Партнёр     | Соперники                     | Счёт               |
| Поражение | 1. | 1953 | Уимблдонский турнир | Мервин Роуз | Лью Хоуд Кен Розуолл          | 4-6, 5-7, 6-4, 5-7 |
| Победа    | 1. | 1953 | Чемпионат США       | Мервин Роуз | Гарднар Маллой Билл Талберт   | 6-4, 4-6, 6-2, 6-4 |
| Победа    | 2. | 1954 | Чемпионат Австралии | Мервин Роуз | Нил Фрейзер Клайв Уайлдерспин | 6-3, 6-4, 6-2      |
| Победа    | 3. | 1954 | Уимблдонский турнир | Мервин Роуз | Вик Сейксас Тони Траберт      | 6-4, 6-4, 3-6, 6-4 |
| Победа    | 4. | 1955 | Уимблдонский турнир | Лью Хоуд    | Нил Фрейзер Кен Розуолл       | 7-5, 6-4, 6-3      |

#### Смешанный парный разряд: 4 финала (2 победы — 2 поражения)
| Результат | №  | Год  | Турнир              | Партнёр          | Соперники                          | Счёт          |
| Победа    | 1. | 1953 | Чемпионат Австралии | Джулия Сэмпсон   | Морин Коннолли Гамильтон Ричардсон | 6-4, 6-3      |
| Поражение | 1. | 1953 | Чемпионат США       | Джулия Сэмпсон   | Дорис Харт Вик Сейксас             | 2-6, 6-4, 4-6 |
| Победа    | 2. | 1954 | Чемпионат Австралии | Тельма Койн-Лонг | Берил Пенроуз Джон Бромвич         | 4-6, 6-1, 6-2 |
| Поражение | 2. | 1954 | Чемпионат Франции   | Жаклин Паторни   | Морин Коннолли Лью Хоуд            | 4-6, 3-6      |

### Финалы командных турниров: 3 финала (2 победы — 1 поражение)
| №  | Год  | Турнир       | Команда                                   | Соперник в финале                        | Счёт |
| 1. | 1953 | Кубок Дэвиса | Австралия К. Розуолл, Р. Хартвиг, Л. Хоуд | США В. Сейксас, Т. Траберт               | 3-2  |
| 2. | 1954 | Кубок Дэвиса | Австралия К. Розуолл, Р. Хартвиг, Л. Хоуд | США В. Сейксас, Т. Траберт               | 2-3  |
| 3. | 1955 | Кубок Дэвиса | Австралия К. Розуолл, Р. Хартвиг, Л. Хоуд | США Г. Ричардсон, В. Сейксас, Т. Траберт | 5-0  |